# Il duello (programma televisivo)
Il duello è stato un programma televisivo italiano di genere game show, andato in onda su Rai 2 nella primavera del 2004 dal lunedì al venerdì pomeriggio. La conduzione era affidata a Jocelyn.

## Il programma
Venne trasmesso dal 3 aprile al 30 maggio del 2004, ogni pomeriggio alle ore 17:10 dal lunedì al venerdì. Il meccanismo del gioco era basato sulla battaglia navale, ma per convalidare un colpo i concorrenti dovevano rispondere a una domanda. La griglia di gioco era visualizzata dai telespettatori grazie alla presenza di una videografica in realtà virtuale posizionata in mezzo ai due sfidanti. Il montepremi era non superiore ai mille euro, che si potevano vincere grazie alle risposte esatte che permettevano di affondare le navi avversarie. In studio c'erano anche dei tifosi per ogni concorrente, delle ragazze pon-pon e Babi, la cagnolina di Jocelyn.